# Сенегал на летних Олимпийских играх 1980
Сенегал принимал участие в Летних Олимпийских играх 1980 года в Москве (СССР) в пятый раз за свою историю, но не завоевал ни одной медали. Сборную страны представляли 32 спортсмена (30 мужчин и 2 женщины). Они выступили в соревнованиях по легкой атлетике, дзюдо, баскетболу и тяжелой атлетике. Медалей они не завоевали.